# Hertelendy Károly
Hertelendi és vindornyalaki Hertelendy Károly Borromeus (Nagykanizsa, Zala vármegye, 1786. október 12. – Lesencetomaj, Zala vármegye, 1861. november 5.), Zala vármegye alispánja, országgyűlési követ, főszolgabíró, földbirtokos.

A hertelendi és vindornyalaki Hertelendy család címere

## Élete
Az ősrégi régi dunántúli nemesi származású hertelendi és vindornyalaki Hertelendy család sarjaként született. Hertelendy Mihály (1754-1810), szerémi követ, királyi tanácsos, és Naypár Júlia (1767-1847) fiaként. Apai nagyszülei hertelendi és vindornyalaki Hertelendy György (1721-1780), Zala vármegye főszolgabírája és forintosházi Forintos Julianna (1726-1782) voltak. Nagybátyja, hertelendi és vindornyalaki Hertelendy György (1764–1831), Zala vármegye táblabírája, alispánja, birtokos volt. Keresztszülei ákosházi Sárkány János veszprémi kanonok, esperes, és pallini Inkey Eleonóra asszony voltak. Keresztnevét a 16. századi Borromei Szent Károly tiszteletére kapta.
1802-ben iratkozott be a Győri királyi Jogakadémiára. Jogot végzett és inszurgens századosként részt vett az 1809-es nemesi felkelésben. 1810. május 7.-e és 1819. július 5.-e között egerszegi járás főszolgabírája volt. Közel egy évtizeddel később, fontosabb vármegyei közigazgatási helyet foglalt: 1831. június 20.-ától 1834. szeptember 22.-éig a Zala vármegye másodalispáni tisztséget töltötte be. A reformkor küzdelmeiben a konzervatív-nemesi álláspontot képviselte, a zalai konzervatívok egyik vezetőjének tekintették.
Két ízben választották meg Zala vármegye országgyűlési követévé Deák Ferenc mellett: először 1834. március 11.-e és 1836. május 2.-a között, majd 1839. május 6.-a és 1840. május 13.-a között. Az 1839-es követválasztáson Hertelendy és Csány László összefogása megakadályozták a már közel egy évtized óta hivatal nélküli nem adózó konzervatív forintosházi Forintos György (1792-1857) tekintély visszaszerzési próbálkozását. Az 1840-es tisztújításon a két vetélkedő ellenfél, Hertelendy és Csány pártja megint szembekerült egymással, és Hertelendy potenciális szövetségese lett Forintosnak. A közös bukás nyilvánvalóvá tette egymásrautaltságukat, és ettől kezdve az ő érdekeinek is Forintos lett a zászlóvivője, azaz a liberális megyevezetés ellen indított korteskedésben.
Az 1844-es tisztújításon, miután Csány híveit már előre lemondatták, a Hertelendy—Forintos-párt került hatalomra: ellenjelöltek nélkül választhatták Hertelendy baráti köréből várbogyai és nagymadi Bogyay Lajost (1803-1875) a tapolcai járás főszolgabírájává, kisbarnaki Farkas Benjamin Károlyt a szántói járás alszolgabírájává. A konzervatív hatalomátvétel után Hertelendy és Forintos nem vállalkozott több közös politikai akcióra, mozgalmuk a tisztségek elnyerésével végül kifulladt; 1845-ben pedig már Hertelendyék is az önként adózók sorába léptek. Hertelendy igen konzervatív politikai magatartása radikálisan megváltozott és többek között, Széchenyi István 1845-től az ő közreműködésével indította el a balatoni gőzhajózást.
Az 1850-es években visszavonult és lesencetomaji birtokán élt.

### Házassága és gyermekei
1810. március 22.-én szuloki településen vette feleségül nedeczei Nedeczky Terézia Antónia (Pécs, 1792. november 12.–Lesencetomaj, 1883. február 27.) kisasszonyt, nedeczei Nedeczky Rudolf (1763–1828), baranyai főszolgabíró és Stróbel Erzsébet (1772–1817) lányát. Az apai nagyszülei nedeczei Nedeczky Tamás (1737–1773), földbirtokos, és niczki Niczky Franciska voltak. Az anyai nagyszülei Stróbel Zsigmond, gróf Batthyány Fülöp uradalmi kormányzója, és Hölbling Terézia voltak. Hertelendy Károly és Nedeczky Terézia házasságából született:
- Hertelendy Jozefa Karolina (Zalaegerszeg, 1817. február 18.–Zalaegerszeg, 1818. január 10.)[8]
- Hertelendy László (Zalaegerszeg, 1818. február 16.–Zalaegerszeg, 1819. július 27.)[9]
- Hertelendy Kálmán Rudolf (Zalaegerszeg, 1820. március 28. –Lesencetomaj, 1875. november 18.) honvédszázados, országgyűlési képviselő, Zala vármegye főispánja, földbirtokos, a "Zalavármegyei Gazdasági Egyesület" tagja.[10] Felesége: nagymádi és várbogyai Bogyay Leontina Oktávia Amália Eleonóra Magdolna (Zalahaláp, 1830. március 24.–Lesencetomaj, 1870. november 9.).

## Művei
- Nemes felkelő ezredek az 1809-ik évi győri csatában; Ramasetter Ny., Veszprém, 1857
- Deák Ferenc–Hertelendy Károly: Követjelentés az 1839-40-ki országgyűlésről; Landerer-Heckenast, Pest, 1842
- Nemes felkelő ezredek az 1809-ik évi győri csatában; 2., bőv. kiad.; Ramasetter Ny., Veszprém, 1859
- Deák Ferenc – Hertelendy Károly két követjelentése az 1832/36 és 1839/40-iki országgyűlésről; bev., jegyz. Ferenczi Zoltán; Franklin, Bp., 1904 (Jeles írók iskolai tára)